# Российский, Николай Алексеевич
Николай Алексеевич Российский (9 марта 1915 — 8 марта 1960) — начальник цеха микрометров завода «Калибр». Лауреат Сталинской премии (1948).

## Биография
Родился в 1915 году в деревне Трулиси.
В 1931 году после окончания семилетки поехал в Москву и поступил подручным каменщика на строительстве завода «Калибр», одновременно учился в фабрично-заводском училище.
На заводе работал с 1933 по 1952 год, пройдя путь от токаря до начальника цеха микрометров. Был инициатором коллективной стахановской работы.
Член ВКП(б) с 1942 года.
В 1946 году цех микрометров выпускал около 1,5 тыс. микрометров в месяц, при этом все изделия были второго класса точности.
План послевоенной пятилетки по восстановлению страны требовал резко увеличить выпуск микрометров и их качество.
Будучи старшим мастером внедрил за 9 месяцев 1947 года на своём участке поточный метод, при этом 18 рабочих, 9 мастеров и 5 инженеров-технологов внесли более 40 рацпредложений.
В результате на 100 % увеличилась производительность труда рабочих, на 50 % уменьшилась трудоёмкость обработки и на 40 % снизилась себестоимость продукции. Производственный цикл сократился в 10 раз, а число выпускаемых изделий возросло в 18 раз. При этом, теперь не менее 70 % изделий выходили по нулевому и первому классу точности.
В 1948 году Николаю Российскому (вместе с инженером Яковом Оснасом и технологом Мариной Коренцовой) присуждена Сталинская премия — «за коренное усовершенствование технологических процессов производства и организацию коллективной стахановской работы, обеспечивших значительное снижение себестоимости, повышение производительности труда и качества продукции».
Депутат Верховного Совета СССР 3-го созыва (1950—1954), член Советского комитета защиты мира, одновременно в 1952—1955 годах — слушатель Высшей партийной школы при ЦК КПСС.
В 1955‒60 годах — директор завода деревообрабатывающих станков в Москве.
Умер 8 марта 1960 года в Москве. Похоронен на Новодевичьем кладбище, 8 участок.
Автор нескольких книг:
- «Коллективная организация стахановского труда» — М., 1949.
- Труд и мир: Записки лауреата Сталинской премии депутата Верховного Совета СССР старш. мастера цеха микрометров завода «Калибр». — М.: Профиздат, 1952. — 144 с.